# The Chronology of Water
The Chronology of Water ist ein romantisches Filmdrama und das Regiedebüt der Schauspielerin Kristen Stewart. In der Filmbiografie spielt Imogen Poots die frühere Schwimmerin und heutige Schriftstellerin und Herausgeberin Lidia Yuknavitch, die im Jahr 2011 ihre titelgebenden Memoiren The Chronology of Water veröffentlichte. Der Film feierte im Mai 2025 bei den Internationalen Filmfestspielen in Cannes seine Premiere.

## Handlung
„Im Wasser, wie in Büchern, kann man sein Leben hinter sich lassen.“

Die langjährige Schwimmerin und Olympiahoffnung Lidia Yuknavitch nimmt ein Schwimmstipendium für ein College in Texas an, um ihrem gewalttätigen Vater und ihrer alkoholkranken, selbstmordgefährdeten Mutter zu entkommen. Sie hat es ihrer älteren Schwester Claudia gleichgetan, die die Familie schon vor Jahren verließ. Nachdem sie ihr Stipendium aufgrund von Drogen und Alkohol verloren hat, zieht Lidia nach Eugene und schreibt sich an der University of Oregon ein. Dort wird sie von Ken Kesey als eine von dreizehn Doktorandinnen angenommen. Gemeinsam schreiben sie den Roman Caverns.
Weiterhin nimmt sie Drogen und Alkohol zu sich. Die Entdeckung von S&M hilft Lidia, ihre Dämonen zu bekämpfen und wird für sie zu einem Mittel, ihre Vergangenheit und ihre bisexuelle Identität zu erkunden. Sie macht ihre Karriere nicht im Schwimmern, sondern als Schriftstellerin.

## Biografisches

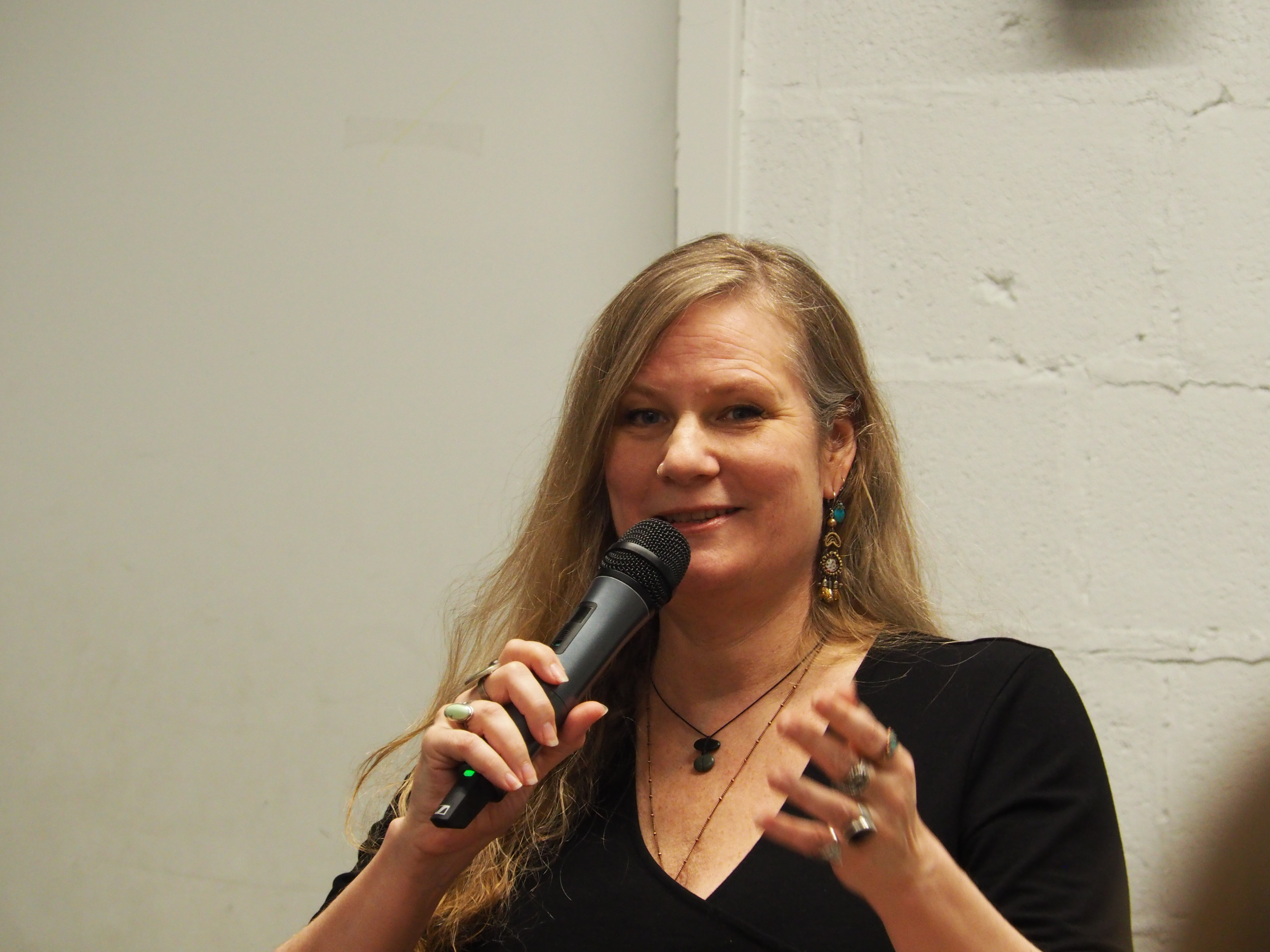
Die frühere Schwimmerin und heutige Schriftstellerin Lidia Yuknavitch

Die 1963 geborene Lidia Yuknavitch war früher Schwimmerin und ist heute Schriftstellerin und auch bekannt für ihren TED-Talk The Beauty of Being a Misfit, der über 3,2 Millionen Mal angesehen wurde.
Nach der High School zog Yuknavitch nach Texas, wo sie mit einem Schwimmstipendium das Austin Community College besuchte. Während ihres Studiums arbeitete sie als Empfangsdame an der University of Texas in Austin. Yuknavitch hoffte, sich für die US-amerikanische Olympia-Schwimmmannschaft zu qualifizieren, doch der Boykott ihres Landes der Olympischen Spiele 1980 in Moskau und ihr eigener Drogen- und Alkoholmissbrauch beendeten ihre Wettkampfschwimmkarriere.
Im Jahr 2011 veröffentlichte Yuknavitch ihre Memoiren mit dem Titel The Chronology of Water. In einer deutschsprachigen Übersetzung von Claudia Max erschien das Buch unter dem Titel In Wasser geschrieben. Es geht darin um das Streben nach Schönheit, Selbstdarstellung, Begehren und das berauschende Gefühl des Schwimmens. Vor allem konzentriert sie sich in dem Buch auf die Entwicklung eines Selbstbewusstseins als bisexuelle Frau.

## Produktion

### Filmstab, Besetzung und Dreharbeiten
Regie führte Kristen Stewart, die gemeinsam mit Andy Mingo und Autorin Yuknavitch deren Memoiren für den Film adaptierte. Es handelt sich bei Chronology of Water um das Regiedebüt der Schauspielerin. Stewart und Mingo gehören auch zu den Produzenten des Films, ebenso Ridley Scott. Über Yuknavitchs Memoiren sagte Stewart: „Sie waren eines dieser Bücher, die ich all meinen Freunden laut vorlesen wollte.“
Den Filmschnitt übernahm Olivia Neergaard-Holm, die zuletzt für Filme wie Holy Spider und The Apprentice – The Trump Story von Ali Abbasi, Motståndaren von Milad Alami und Emilie Blichfeldts Spielfilmdebüt The Ugly Stepsister tätig war.

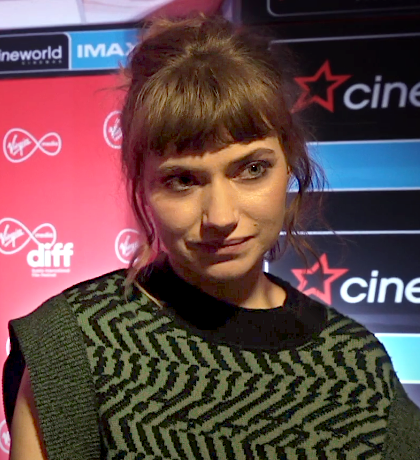
Imogen Poots spielt die Schwimmerin Lidia Yuknavitch

Produziert wurde The Chronology of Water  von CG Cinema International, Forma Pro Films, Scott Free, Curious Gremlin, Lorem Ipsum Entertainment, Scala Films und auch dem von Stewart gemeinsam mit Dylan Meyer und Maggie McLean gegründeten Produktionsunternehmen Nevermind Pictures.
Die Britin Imogen Poots spielt Lidia Yuknavitch. Earl Cave, der Sohn des australischen Rockmusikers Nick Cave,  spielt ihren Ehemann Philip, den sie zutiefst dafür verachtet, dass er nett und sanft ist. Jim Belushi spielt den Autor Ken Kesey, in dessen Schreibprogramm Lidia aufgenommen wird. Eine weitere Hauptrolle besetzte Stewart mit der Sonic-Youth-Sängerin Kim Gordon. In weiteren Rollen sind Thora Birch als Lidias ältere Schwester Claudia, Michael Epp als ihr Vater und Tom Sturridge zu sehen.
Die Dreharbeiten fanden von Ende Juni bis Ende Juli 2024 in Lettland statt. Weitere Aufnahmen entstanden auf Malta und Ende Juli 2024 in Eugene. Dorthin war Yuknavitch gezogen, nachdem sie aufgrund von Drogen- und Alkoholproblemen ihr Stipendium verloren hatte. Als Kameramann fungierte Corey C. Waters.

### Filmmusik, Marketing und Veröffentlichung
Die Filmmusik komponierte Paris Hurley.
Erstes Bildmaterial wurde Ende April 2025 vorgestellt. Die Premiere des Films war am 16. Mai 2025 bei den Internationalen Filmfestspielen in Cannes, wo er in der Reihe Un Certain Regard gezeigt wurde. Dort stellte Les Films du Losange The Chronology of Water auch beim Marché du film vor. Im Juli 2025 wird er bei Nowe Horyzonty und im August 2025 beim Melbourne International Film Festival gezeigt. Im September 2025 wird der Film beim Festival des amerikanischen Films gezeigt. WME Independent übernimmt den Vertrieb von The Chronology of Water in Nordamerika, während Les Films du Losange für den internationalen Vertrieb zuständig ist.

## Rezeption

### Kritiken

Regisseurin Kristen Stewart

Von den bei Rotten Tomatoes aufgeführten Kritiken sind 92 Prozent positiv. Bei Metacritic erhielt der Film einen Metascore von 76 von 100 möglichen Punkten.
David Katz schreibt in seiner Kritik für das Online-Filmmagazin Cineuropa, auch wenn The Chronology of Water Klischees bediene und der Film seine sperrige, repetitive Struktur nicht immer zu seinem Vorteil nutzen kann, sei er eine beeindruckende Erweiterung dessen, was Kristen Stewart dem US-amerikanischen und internationalen Kino gebracht hat. Ihr schauspielerisches Können setze sich auch auf der anderen Seite der Kamera durch. Stewart identifiziere sich so stark mit Lidia Yuknavitchs, dass es so wirke, als sei sie auch auf der Leinwand präsent. Katz bemerkt, wenn Schauspieler Regieanweisungen von ihren Regisseuren übernehmen, imitierten sie oft deren verbale und körperliche Manierismen, und in The Chronology of Water gebe Imogen Poots als Yuknavitch eine bemerkenswert Stewart-artige Darstellung. Die visuellen Elemente und der Filmschnitt von Olivia Neergaard-Holm, der über Zeitlinien und Intensitäten gleitet, erinnerten jedoch zu sehr an ein kunstvolles Alternative-Rock-Musikvideo der 1990er Jahre.

### Auszeichnungen
Festival des amerikanischen Films 2025
- Nominierung im Wettbewerb[23]

Internationale Filmfestspiele von Cannes 2025
- Nominierung in der Reihe Un Certain Regard
- Nominierung für die Caméra d’Or

Nowe Horyzonty 2025
- Nominierung im Internationalen Wettbewerb „New Horizons“[24]